# Dannenwalde (Gransee)
Dannenwalde ist ein Ortsteil der Stadt Gransee im brandenburgischen Landkreis Oberhavel mit 164 Einwohnern. Bis 1950 gehörte Dannenwalde zu Mecklenburg.

## Lage

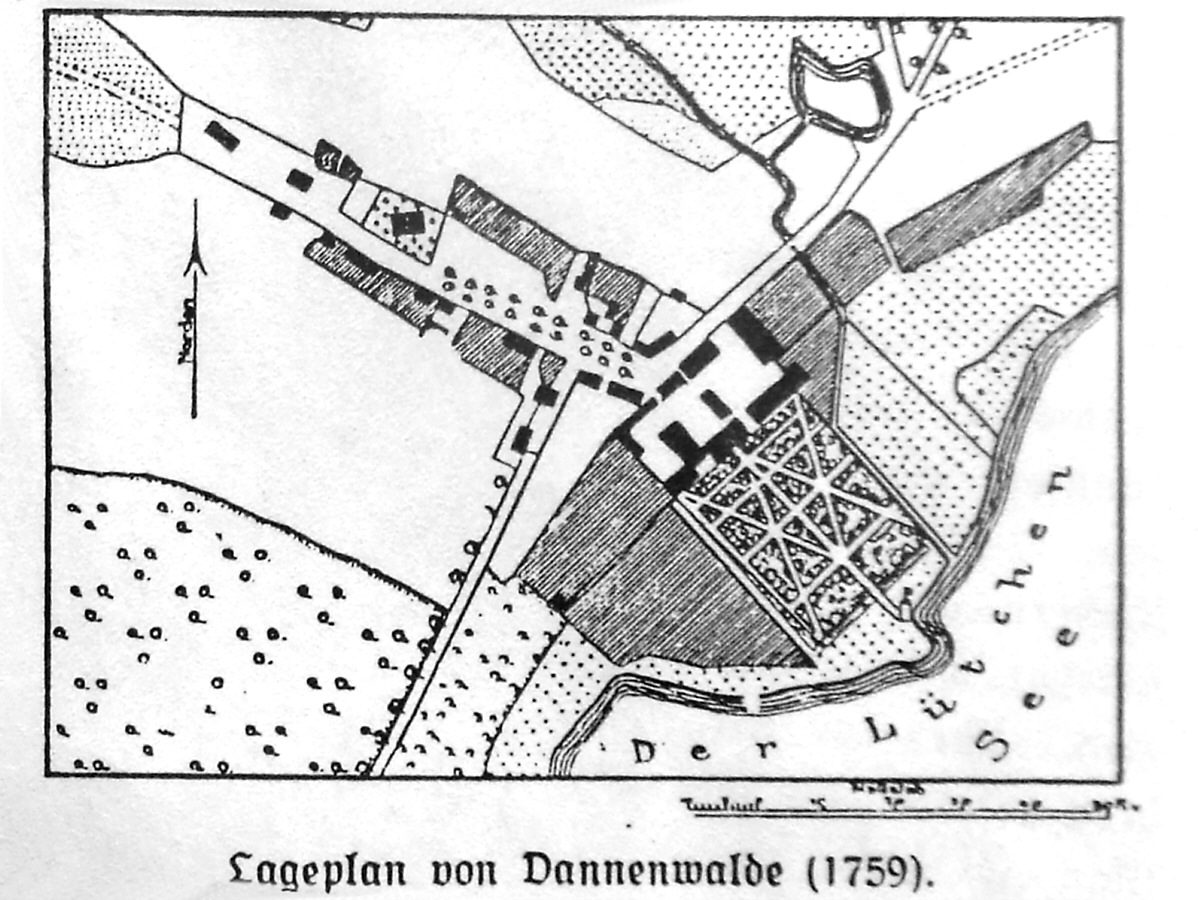
Lageplan von 1759

Dannenwalde liegt im Norden des heutigen Stadtgebietes von Gransee etwa neun Kilometer nördlich des Stadtkerns an der Berliner Nordbahn und der Bundesstraße 96 in Richtung Fürstenberg/Havel inmitten von Waldgebieten. Im Süden wird der Ort durch den Kleinen und Großen Wentowsee begrenzt. Durch die Seen verlief bis 1950 die Landesgrenze zwischen Mecklenburg (bis 1934 Landesteil Mecklenburg-Strelitz) und Preußen (seit 1947 Brandenburg). Am Südwestufer des Kleinen Wentowsees liegt das Dorf Seilershof, an der B96 wenige hundert Meter südlich von Dannenwalde liegt der kleine Ort Fischerwall, wo sich früher eine preußische Zollstation an der Grenze zu Mecklenburg-Strelitz befand. Die ehemalige Landesgrenze bildete bis 2003 die Gemeindegrenze zwischen Dannenwalde und Seilershof.

## Geschichte

### Orts- und Gutsgeschichte
Die erste urkundliche Erwähnung des Ortes ist aus dem Jahre 1483 unter dem Namen Tannewalde bekannt. Das Gut des Ortes Dannenwalde war damals ein Lehen derer von Priegnitz. In den folgenden Jahrzehnten wechselte der Besitz mehrfach. Unter anderem gehörte es den Familien vom Götze, von Buch und von Kosboth. Zusammen mit Barsdorf, Tornow und Blumenow gehörte Dannenwalde mehrere Jahrhunderte lang zum Fürstenberger Werder, einem zur einstigen Herrschaft Stargard und später zu Mecklenburg-Strelitz gehörenden Gebietszipfel, der nur über einen schmalen Streifen mit dem Rest des Landes verbunden war.
1692 ging das Gut an die Familie von Waldow, an den Geheimen Kammerrat Adolf Friedrich I. von Waldow. Aus jener Zeit stammt etwa auch das Herrenhaus des Ortes. Nachfolgende Gutseigentümer waren u. a. der kgl. preuß. Oberforstmeister August von Waldow (1820–1906), verheiratet mit Elisabeth von Rochow-Plessow (1826–1904). 1868 soll der Dichter und Künstler Alexander von Ungern-Sternberg während eines Besuchs bei seinem Schwager von Waldow auf dem Gut Dannenwalde gestorben sein, anderen direkteren genealogischen Quellen zufolge in Dresden. Später kam der zweite Sohn des Gutsherrn, der kgl. preuß. Staatsminister und Ehrenkommendator des Johanniterordens, kaiserlich-deutsche Staatssekretär, Wilhelm von Waldow und seine Ehefrau Elisabeth von Werder, in den Besitz von Gut Dannenwalde. Sein Besitz umfasste um 1928, mit Nebengütern, 1963 ha. Letzter Gutsbesitzer war der Jurist und Notar, Dr. jur. Franz von Waldow (1894–1961). Das Gut blieb bis 1945 in Besitz der Familie von Waldow. Nach Ende des Zweiten Weltkriegs wurde die Gutsbesitzerfamilie enteignet; das Gutshaus wurde später von einer Schule genutzt. Franz von Waldow-Dannenwalde lebte zuletzt in Göttingen, war zweimal verheiratet, hinterließ aber keine Nachfahren. Die Familie von Waldow bleibt dem Ort verbunden und führte hier auch schon ihre Familientage durch.

### Weitere Ortsgeschichte
1877 erhielt der Ort einen Eisenbahnanschluss. Im Jahre 1930 zählte Dannenwalde einschließlich des Vorwerks Pozern und des Holzarbeitergehöfts Kreuzkrugs 203 Einwohner. Ein Kuriosum war, dass die zuständige Post im damals preußischen Fischerwall lag. Bereits seit 1938 war Dannenwalde Standort einer Munitionsanstalt (Muna) der deutschen Luftwaffe im Nordwesten des Ortes, deren Gelände zu DDR-Zeiten von der sowjetischen Armee genutzt wurde. Hier ereignete sich am 14. August 1977 die Raketenkatastrophe von Dannenwalde, die zahlreiche Todesopfer unter den sowjetischen Soldaten forderte. Die genaue Zahl der Opfer wurde der Öffentlichkeit nie bekannt gegeben.

### Eingliederung in das Land Brandenburg
Zum 1. Juli 1950 wurde die Gemeinde Dannenwalde (die heutigen Ortsteile Dannenwalde und Gramzow) zusammen mit den anderen Orten des Fürstenberger Werders aus dem mecklenburgischen Landkreis Neustrelitz in den brandenburgischen Landkreis Templin umgegliedert. Nach der DDR-Verwaltungsreform 1952 kam Dannenwalde zum Kreis Gransee im Bezirk Potsdam. 1971 zählte Dannenwalde 366 Einwohner. Dazu zählte auch der mittlerweile eingemeindete Ortsteil Gramzow, etwa vier Kilometer nördlich von Dannenwalde, der vor dem Zweiten Weltkrieg ebenfalls im Besitz der Familie von Waldow gewesen war. Bis 2003 gehörte die Gemeinde Dannenwalde zum Amt Fürstenberg. Dannenwalde wurde am 1. Januar 2003 nach Gransee eingemeindet.

## Bevölkerungsentwicklung
| Jahr | Einwohner |
| ---- | --------- |
| 1875 | 105       |
| 1890 | 199       |
| 1925 | 206       |
| 1933 | 157       |
| 1939 | 214       |

| Jahr | Einwohner |
| ---- | --------- |
| 1946 | 393       |
| 1950 | 392       |
| 1964 | 364       |
| 1971 | 363       |
| 1981 | 305       |

| Jahr | Einwohner |
| ---- | --------- |
| 1985 | 362       |
| 1989 | 386       |
| 1990 | 386       |
| 1991 | 386       |
| 1992 | 388       |

| Jahr | Einwohner |
| ---- | --------- |
| 1993 | 383       |
| 1994 | 375       |
| 1995 | 354       |
| 1996 | 344       |
| 1997 | 347       |

| Jahr | Einwohner |
| ---- | --------- |
| 1998 | 339       |
| 1999 | 328       |
| 2000 | 326       |
| 2001 | 314       |
| 2002 | 303       |

Gebietsstand des jeweiligen Jahres

## Verkehr
Dannenwalde liegt an der Berliner Nordbahn. Vermutlich wegen der Lage an der mecklenburgisch-preußischen Grenze gehörte der Bahnhof Dannenwalde zu den Stationen an der Strecke, die bereits bei der Streckeneröffnung am 10. Juli 1877 in Betrieb gingen. Im Mai 1995 wurde er geschlossen, jedoch ein Jahr später, nach heftigen Protesten, am 2. Juni 1996 wiedereröffnet. Heute wird der Haltepunkt im Zweistundentakt von den Zügen der Regional-Express-Linie RE 5 Rostock–Oranienburg–Berlin Südkreuz angefahren. Die Züge derselben Linie von und nach Stralsund fahren hier ohne Halt durch. Das Bahnhofsensemble, bestehend aus Empfangsgebäude mit Stellwerksanbau, Güterschuppen, Toilettengebäude und Vorplatz steht unter Denkmalschutz.
Im Jahr 1834 wurde im Bereich Dannenwalde die Berlin-Strelitzer Chaussee, die heutige Bundesstraße 96, angelegt.

## Sehenswürdigkeiten

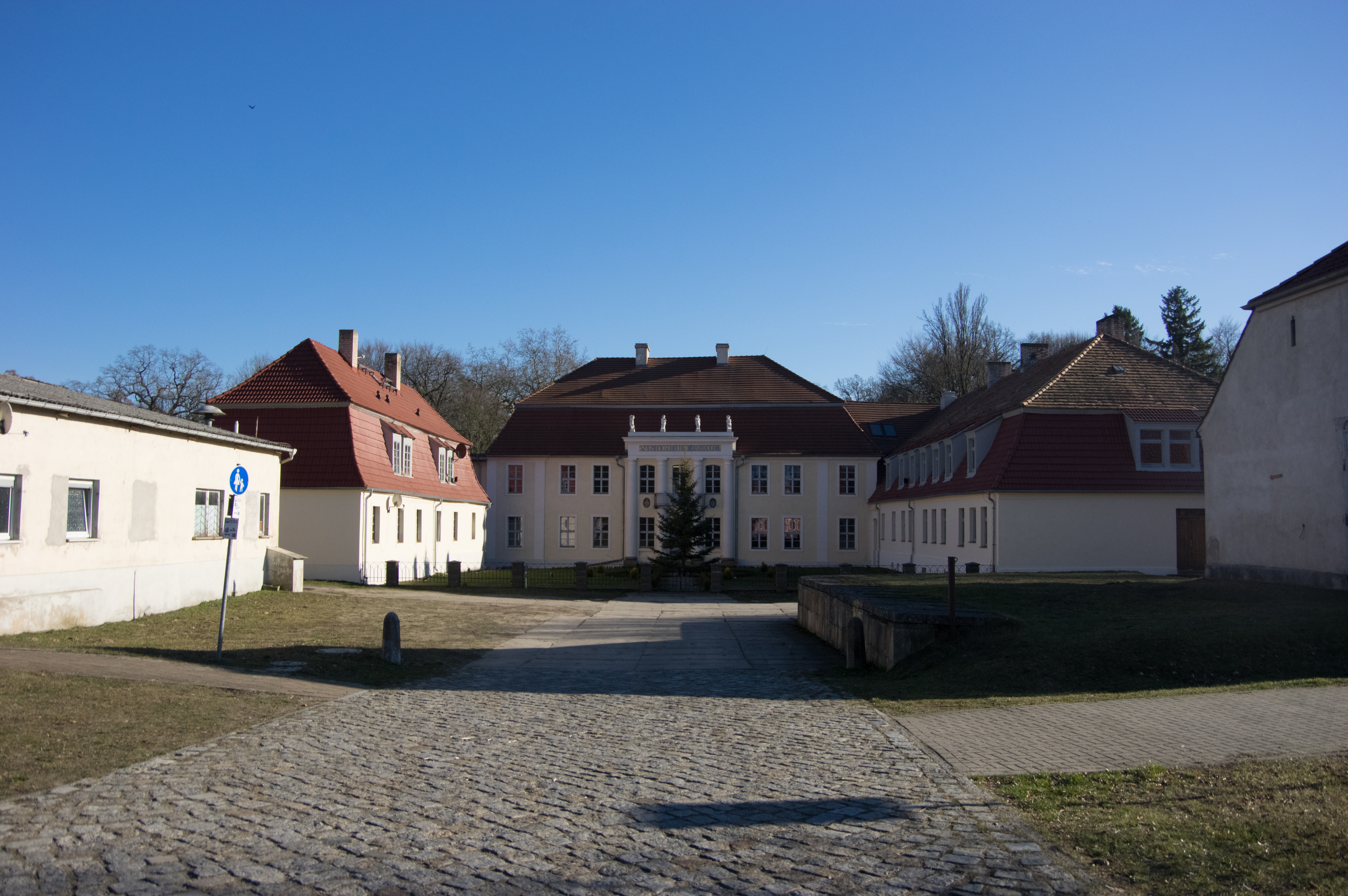
Herrenhaus Dannenwalde, im Jahre 2019

In der Liste der Baudenkmale in Gransee stehen die in der Denkmalliste des Landes Brandenburg eingetragenen Baudenkmale.
Im Ortskern liegt das Herrenhaus Dannenwalde aus dem frühen 18. Jahrhundert, es wurde mehrfach umgestaltet, zuletzt 1937. Die zugehörige Patronats-Kirche Dannenwalde, ein achteckiges neugotisches Gebäude, wurde 1821 gebaut und heute als Radfahrerkirche genutzt.
Das 1877 gebaute Bahnhofs-Ensemble steht einschließlich der Pflasterung des Vorplatzes unter Denkmalschutz und wird nach seiner bundesweit beachteten Wiedereröffnung durch eine „Große Koalition für den kleinen Bahnhof“ im Jahr 1996 vom Verein Umweltbahnhof Dannenwalde sowie dem FUSS e. V. betreut. Ein Umweltbahnhof integriert drei Nachhaltigkeitsstrategien: 1. den ökologischen Umgang mit Gebäudebestand, Freiflächen, Wasser und Energie; 2. die Förderung des Umweltverbundes, mit der Verknüpfung von Bahn, Bus, Straßenbahn, Fußverkehr und Radverkehr; 3. die Rückgewinnung des Bahnhofs als zentralen Ort im Konzept der „Stadt der kurzen Wege“.
Neben Herrenhaus und Kirche sowie dem Bahnhof steht auch ein Meilenstein an der Bundesstraße 96 bei Gramzow unter Denkmalschutz. Dieser Rundsockelstein stammt aus der Erbauungszeit der Chaussee.
Durch Dannenwalde führt der Radweg Berlin–Kopenhagen und der Havelradweg. Direkt am Bahnhof befindet sich der von der Stadt Gransee und FUSS e. V. gemeinsam betriebene ungewöhnliche Barfußpfad Dannenwalde.
In Fischerwall südlich von Dannenwalde erinnert ein Denkmal an die Überführung des Leichnams von Königin Luise von Mecklenburg nach Preußen im Jahre 1810.